# Parasicyonis
Parasicyonis is een geslacht van zeeanemonen uit de klasse van de Anthozoa (bloemdieren).

## Soorten
- Parasicyonis biotrans (Riemann-Zürneck, 1991)
- Parasicyonis groenlandica Carlgren, 1933
- Parasicyonis ingolfi Carlgren, 1942
- Parasicyonis sarsii Carlgren, 1921